# James Brandon Lewis
James Brandon Lewis (* 13. srpna 1983 Buffalo) je americký jazzový saxofonista a hudební skladatel.
V roce 2006 dokončil studium na Howardově univerzitě ve Washingtonu, D.C. V roce 2010 vydal vlastním nákladem album Moments, jeho další deska Divine Travels vyšla v roce 2014 ve velkém jazzovém vydavatelství Okeh Records.
Album Radiant Imprints (2018) nahrál ve spolupráci s bubeníkem Chadem Taylorem; v roce 2020 duo vydalo koncertní album Live in Willisau se záznamem vystoupení z předchozího roku na jazzovém festivalu ve švýcarském Willisau. Taylor s Lewisem nahrál několik dalších alb, mj. působil v první verzi kapely Red Lily Quintet a hrál na jejích albech Jesup Wagon (2021) a For Mahalia, with Love (2023). Druhé z alb je poctou gospelové zpěvačce Mahalii Jacksonové.
Koncertní album Resilient Vessels Live at the Cell Lewis nahrál s bubeníkem Chesem Smithem, klarinetistou Patrickem Holmesem a experimentálním basistou Joshem Wernerem. Roku 2024 vydal album s triem The Messthetics. Na albu Apple Cores (2025) jej doprovázejí Chad Taylor a Josh Werner.
Dále hrál například s kytaristou Marcem Ribotem na jeho albech Songs of Resistance 1942–2018 (2018) a Connection (2023). Spolu s Avou Mendozou, Devinem Hoffem a Chesem Smithem působil v kapele Mendoza Hoff Revels. Hrál také na Smithově albu Laugh Ash (2024)